# Keetia molundensis
Keetia molundensis är en måreväxtart som först beskrevs av Kurt Krause, och fick sitt nu gällande namn av Diane Mary Bridson. Keetia molundensis ingår i släktet Keetia och familjen måreväxter.

## Underarter
Arten delas in i följande underarter:
- K. m. macrostipulata
- K. m. molundensis